# The Warriors EP, Volume 2
The Warriors EP, Vol. 2 è un EP del gruppo musicale statunitense P.O.D., pubblicato il 15 novembre 2005. Il disco ha avuto una tiratura limitata a sole 40 000 copie.

## Tracce
1. "If It Wasn't for You"
2. "Teachers" (Palm Springs Demo)
3. "Ya Mama" (Palm Springs Demo)[1]
4. "Why Wait?"
5. "Eyes of a Stranger"
6. "Boom" (Live, Cornerstone)
7. "Wildfire" (Live, Cornerstone)

## Formazione
- Paul "Sonny" Sandoval - voce
- Jason Truby - chitarra
- Mark "Traa" Daniels - basso
- Noah "Wuv" Bernardo - batteria